# Comté de Wicomico
Le comté de Wicomico (anglais : Wicomico County) est un comté situé dans le sud-est de l'État du Maryland aux États-Unis. Le siège du comté est à Salisbury. Selon le recensement de 2020, sa population est de 103 588 habitants.
Le comté de Wicomico a été créé à partir des comtés de Somerset et Worcester en 1867.

## Géographie
Le comté a une superficie de 1 035 km2, dont 977 km2 de terres.

### Géolocalisation
| Comté de Dorchester | Comté de Sussex (Delaware) |                    |
|                     | Comté de Wicomico          |                    |
| Comté de Somerset   |                            | Comté de Worcester |